# Lista över insjöar i Mörbylånga kommun
Detta är en lista över sjöar i Mörbylånga kommun baserad på sjöns utloppskoordinat. Om någon sjö saknas, kontrollera grannkommunens lista eller kategorin Insjöar i Mörbylånga kommun.

## Lista
| Namn             | Koordinat                                     | Sjöid         | VYID          | Yta (km²) | Strandlinje (km) | Höjd (m) | Maxdjup (m) | Volym (m³) | HARO   | Natura 2000   |
| ---------------- | --------------------------------------------- | ------------- | ------------- | --------- | ---------------- | -------- | ----------- | ---------- | ------ | ------------- |
| Frösslundamossen | 56°32′11″N 16°34′18″Ö / 56.53641°N 16.57159°Ö | 626791-154739 | 626792-154715 | 0,126     | 1,47             | 15       |             |            | 119000 | Stora Alvaret |
| Kritmossen       | 56°31′15″N 16°33′22″Ö / 56.52097°N 16.55601°Ö | 626619-154621 |               |           |                  |          |             |            | 119000 | Stora Alvaret |
| Möckelmossen     | 56°32′05″N 16°31′48″Ö / 56.53477°N 16.52995°Ö | 626830-154475 | 626771-154459 | 0,257     | 2,85             | 25       |             |            | 119000 | Stora Alvaret |
| Torpmossen       | 56°30′37″N 16°33′45″Ö / 56.51015°N 16.56261°Ö | 626462-154670 | 626499-154663 | 0,158     | 2,24             | 14,8     |             |            | 119000 | Stora Alvaret |
|                  | 56°20′03″N 16°25′15″Ö / 56.33419°N 16.42090°Ö | 624531-153808 |               | 0,0582    | 0,959            | 22,2     |             |            | 119000 |               |